# Halopteris jedani
Halopteris jedani är en nässeldjursart som först beskrevs av Chantal Billard 1913.  Halopteris jedani ingår i släktet Halopteris och familjen Halopterididae. Inga underarter finns listade i Catalogue of Life.